# Остроградські

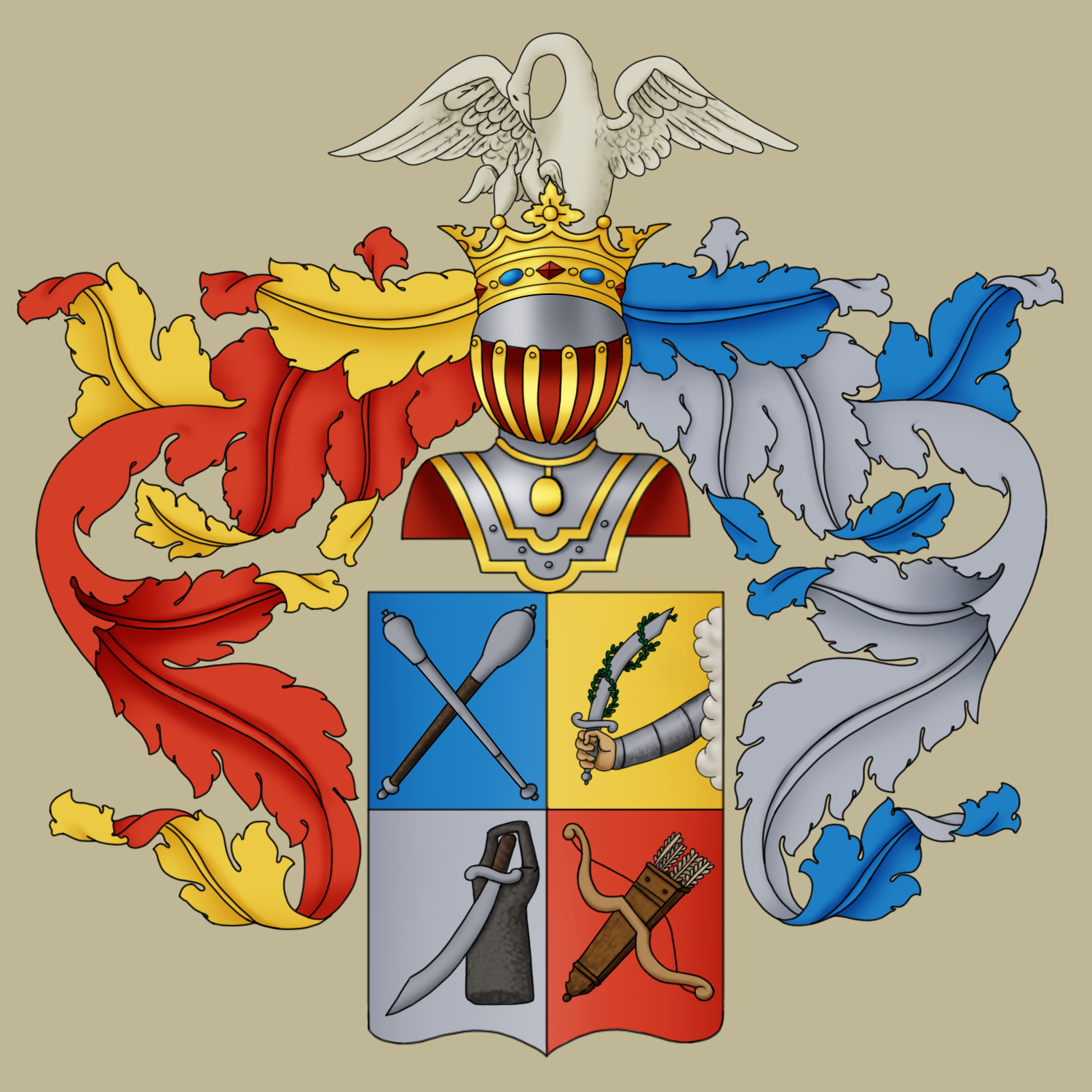
Герб із «Малоросійського гербовника»

Острогра́дські — козацько-старшинський рід на Полтавщині.
Походить від Матвія Остроградського (роки народження і смерті невідомі) — говтвянського сотника (1691–1715), миргородського полкового судді (1715–1734). Підписав Коломацькі чолобитні 1723. Був заарештований за наказом Петра І разом з Павлом Полуботком та іншими козацькими старшинами за вимогу обрання гетьмана. Учасник багатьох військових кампаній.
Інші представники:
- Федір Матвійович Остроградський (роки народження і смерті невідомі) — український військовий діяч. Федір Матвійович в 1723–1735 — сотник говтвянський, в 1735–1752 — миргородський полковий суддя. В 1752–1768 очолював Миргородський полк. Брав участь у Прутському поході 1711 і російсько-турецькій війні 1735-39;
- Григорій Матвійович Остроградський (роки народження і смерті невідомі) — сотник омельницький (1729–1760);
- Матвій Остроградський (* близько 1786—↑1849) — кременчуцький предводитель дворянства (1838–1841), прихильник ідеї політичної автономії України;
- Михайло Васильович Остроградський (*1801 — ↑1862) — український математик;
- Михайло Остроградський-Апостол (*1870 — †1923) — український військовий діяч, контр-адмірал.
- Остроградський Орест Іванович (*1868 — †1915) — правознавець, професор фінансового права в Дерптському (Тартуському) університеті в 1895 — 1913 роках.